# Горюнок (Кумёнский район)
 Горюнок  — деревня в Кумёнском районе Кировской области в составе Кумёнского сельского поселения.

## География
Расположена на расстоянии примерно 12 км на запад-северо-запад от районного центра поселка Кумёны.

## История
Известна с 1802 года как починок Лобачевской с 7 дворами. В 1873 году здесь (Лобачевской или Горюнок) дворов 16 и жителей 123, в 1905 11 и 65, в 1926 (Горенок или Лобачевский) 14 и 71, в 1950 14 и 50, в 1989 15 жителей. Настоящее название утвердилось с 1939 года. 

## Население
Постоянное население составляло 7 человек (русские 86%) в 2002 году, 7 в 2010.